# Chiesa di San Donato (Siena)
La chiesa di San Donato si trova a Siena, in piazza dell'Abbadia.

## Storia e descrizione
La chiesa di San Donato in San Michele arcangelo all'Abbadia nasce come luogo di culto di un monastero benedettino di regola vallombrosana, fondazione e dipendenza dell'abbazia di San Michele in Passignano, nel Chianti fiorentino. Dalle fonti documentarie di Passignano risulta che nel 1109 un certo Pietro, presbitero e poi monaco vallombrosano, chiese e ottenne da papa Pasquale II l'autorizzazione a costruire in Siena un monastero benedettino sotto la regola di Passignano. Sorse così il monastero di San Michele arcangelo "in podio Sancti Donati", detto l'Abbadia, come ancora oggi è denominato il luogo in cui sorge. 
Nel sec. XVI la presenza monastica iniziò ad affievolirsi fino a scomparire del tutto. Dal 1597 al 1666 l'Abbadia fu sede del Seminario della Congregazione dei Sacri Chiodi, fondata pochi anni prima dal Ven. Matteo Guerra, ispiratosi nel fervore della Controriforma al modello dell'Oratorio romano di San Filippo Neri. Nel 1683, a seguito dell'accorpamento del Seminario dei S. Chiodi col Seminario Arcivescovile di San Giorgio, il complesso monastico fu affidato dall'arcivescovo Leonardo Marsili ai Padri Carmelitani, i quali operarono una trasformazione radicale in stile barocco. Nel 1816 venne soppressa la prospiciente chiesa parrocchiale di San Donato, oggi inglobata negli edifici di Rocca Salimbeni dopo gli interventi urbanistici di fine '800, e il titolo passò all'Abbadia, divenendo parrocchia col nome di "San Donato in San Michele arcangelo". Nel 1988, per decreto dell'arcivescovo Mario Ismaele Castellano, la parrocchia venne soppressa e unita, con San Cristoforo e San Pietro a Ovile, alla neo-eretta parrocchia dell'Insigne Collegiata di Santa Maria in Provenzano. La chiesa di San Michele e poi di San Donato fu la sede senese dell'Ordine Equestre di S. Stefano papa e martire, ordine dinastico della Casa granducale di Toscana, i cui stemmi (croce ottagona rossa in campo bianco) sono visibili sui lati della facciata.
Il prospetto neo-romanico della facciata a capanna è frutto di un restauro (1940-1942) che ha cancellato la precedente facciata settecentesca. La parte bassa è in pietra, quella superiore in cotto, con un pregevole rosone marmoreo.
L'edificio, con impianto a croce latina, ha perduto le originarie forme romaniche, fatta eccezione per il tiburio ottagonale, e mostra nell'interno ad unica navata un aspetto barocco risalente al 1691.
Tra le tele sei-settecentesche presenti in chiesa ricordiamo il Cristo coronato di spine di Sebastiano Folli, il Cristo che appare a san Giovanni della Croce di Giovan Battista Sorbi e i cinque dipinti con Storie di santa Teresa d'Avila di Antonio Nasini. Gli affreschi nell'abside sono di Luigi Ademollo e risalgono al 1794. Gran parte degli arredi pittorici e scultorei della chiesa, fra i quali la celebre Pietà quattrocentesca in legno policromo del Vecchietta, sono conservati nel Museo Diocesano d'arte sacra, presso l'oratorio di San Bernardino in piazza San Francesco.